# José Raimundo Coelho
José Raimundo Braga Coelho é um físico, matemático e professor maranhense, ex-presidente da Agência Espacial Brasileira.

## Biografia
Foi professor dos Departamentos de Matemática das Universidade de Brasília e PUC do Rio de Janeiro e do Departamento de Ciência da Computação da Universidade de Nova Iorque (EUA). No Instituto Nacional de Pesquisas Espaciais (INPE), onde permaneceu por 18 anos, exerceu as Chefias do Gabinete da Direção Geral e da Cooperação Internacional, a Vice Coordenadoria Geral de Engenharia e Tecnologia, a Gerência Administrativa e a Gerência Geral do CBERS.
Em março de 2012, Coelho substituiu Marco Antonio Raupp na direção do Parque Tecnológico de São José dos Campos, também substituiu o na AEB depois de estar sob o comando interino do pesquisador Thyrso Villela Neto.